# Black Fire I
Black Fire I è un dipinto di Barnett Newman realizzato nel 1961. Fu messo all'asta al Rockefeller Plaza di New York il 13 maggio 2014 e venduto ad un collezionista privato per 84.165.000 dollari.